# ビリオンズ
ビリオンズ（原題：Billions）はアメリカのテレビドラマシリーズ。2016年1月17日からショウタイムで放送が開始され、日本語版はネットフリックスで配信される。2020年5月よりシーズン5が放送開始された。
ストーリーはニューヨークのヘッジファンドに対する司法捜査と訴訟合戦であり、検察官プリート・バラーラとファンド代表者スティーブ・コーエン (実業家)の争いを大まかに基にしている。

## 主要キャスト
※括弧内は日本語吹替。
- ボビー「アックス」アクセルロッド：ダミアン・ルイス（宮内敦士）
ヘッジファンド「アックス・キャピタル」の野心的な代表者。ホフストラ大学卒業者。9/11攻撃で亡くなった同僚の子供の学費を負担し、建前は慈善的だが、裏面でインサイダー取引や贈収賄を使用しファンドの資産を拡大させる。
- チャールズ「チャック」ローズ：ポール・ジアマッティ（坂詰貴之）
ニューヨーク南地区の連邦検察官。富裕層の犯罪人を容赦なく破壊したがり、比較的に高収入の妻と金持ちの父親のせいで影が薄い場合がある。イェール大学卒業者。妻とBDSMプレイを行う。
- ウェンディー・ローズ：マギー・シフ（坪井木の実）
精神科医、アックス・キャピタル社の人材性能コーチ、チャックの妻。非常に自信があり、キャリアでも大成功している。15年以上アックスの従業員であり、ボスと機密な関係がある。
- ラーラ・アクセルロッド：マリン・アッカーマン
ボビーの妻、元看護師。労働階級育ち。兄弟のディーンは9/11攻撃でなくなった消防士。
- ブライアン・コナーティー：トビー・レナード・ムーア
ニューヨーク南地区の連邦検事。チャックの主要補佐。囲碁等の東洋文化に興味がある。
- マイク「ワグズ」ワグナー：デヴィッド・コスタビル（赤城進）
アックス・キャピタル社のCOO。アックスの主要補佐。
- ケイト・サッカー：コンドラ・ラシャード
ニューヨーク南地区の連邦検事。チャックの補佐。

## エピソード一覧

### シーズン一覧
| シーズン | シーズン | 話数 | 話数 | 放送期間      | 放送期間      |
| シーズン | シーズン | 話数 | 話数 | 初回放送      | 最終回放送    |
| -------- | -------- | ---- | ---- | ------------- | ------------- |
|          | 1        | 12   | 12   | 2016年1月17日 | 2016年4月10日 |
|          | 2        | 12   | 12   | 2017年2月19日 | 2017年5月7日  |
|          | 3        | 12   | 12   | 2018年3月25日 | 2018年6月10日 |
|          | 4        | 12   | 12   | 2019年3月17日 | 2019年6月9日  |
|          | 5        | TBA  | TBA  | 2020年5月3日  | TBA           |

＊日付は米国での放送日

### シーズン1 （2016年）
| 通算 | 話数 | タイトル                | 原題                      | 監督                   | 米国放送日    | 視聴者数 (万人) |
| ---- | ---- | ----------------------- | ------------------------- | ---------------------- | ------------- | --------------- |
| 1    | 1    | 宣戦布告                | Pilot                     | ニール・バーガー       | 2016年1月17日 | 90              |
| 2    | 2    | 命名権                  | Naming Rights             | ニール・バーガー       | 2016年1月24日 | 95              |
| 3    | 3    | ヤムタイム              | YumTime                   | Scott Hornbacher       | 2016年1月31日 | 128             |
| 4    | 4    | ショート・スクィーズ    | Short Squeeze             | ジェームズ・フォーリー | 2016年2月7日  | 85              |
| 5    | 5    | ザ・グッドライフ        | The Good Life             | ニール・ラビュート     | 2016年2月14日 | 101             |
| 6    | 6    | 取引                    | The Deal                  | ジェームズ・フォーリー | 2016年2月21日 | 117             |
| 7    | 7    | パンチ                  | The Punch                 | Stephen Gyllenhaal     | 2016年3月6日  | 105             |
| 8    | 8    | 自慢と冷やかし          | Boasts and Rails          | ジョン・ダール         | 2016年3月13日 | 109             |
| 9    | 9    | ドニーはいったいどこだ? | Where the F*** Is Donnie? | Susanna White          | 2016年3月20日 | 112             |
| 10   | 10   | 生活の質                | Quality of Life           | カリン・クサマ         | 2016年9月27日 | 110             |
| 11   | 11   | 呪術的思考              | Magical Thinking          | Anna Boden Ryan Fleck  | 2016年4月3日  | 108             |
| 12   | 12   | 対話                    | The Conversation          | マイケル・クエスタ     | 2016年4月10日 | 101             |

### シーズン2 （2017年）
| 通算 | 話数 | タイトル         | 原題                 | 監督                         | 米国放送日    | 視聴者数 (万人) |
| ---- | ---- | ---------------- | -------------------- | ---------------------------- | ------------- | --------------- |
| 13   | 1    | リスク管理       | Risk Management      | Reed Morano                  | 2017年2月10日 | 75              |
| 14   | 2    | 一時的な回復     | Dead Cat Bounce      | Anna Boden Ryan Fleck        | 2017年2月26日 | 51              |
| 15   | 3    | 最適な一手       | Optimal Play         | アレックス・ギブニー         | 2017年3月5日  | 85              |
| 16   | 4    | 慈善の精神       | The Oath             | ノア・エメリッヒ             | 2017年3月12日 | 98              |
| 17   | 5    | 貨幣価値         | Currency             | Steph Green                  | 2017年3月19日 | 85              |
| 18   | 6    | クラシックバイク | Indian Four          | アダム・アーキン             | 2017年3月26日 | 92              |
| 19   | 7    | 勝者の行進       | Victory Lap          | ジョン・シングルトン         | 2017年4月2日  | 90              |
| 20   | 8    | キングメーカー   | The Kingmaker        | オリヴァー・ヒルシュビーゲル | 2017年4月9日  | 102             |
| 21   | 9    | インサイダー     | Sic Transit Imperium | Colin Bucksey                | 2017年4月16日 | 84              |
| 22   | 10   | パートナー       | With or Without You  | Ed Bianchi                   | 2017年4月23日 | 91              |
| 23   | 11   | 毒を以て毒を制す | Golden Frog Time     | カリン・クサマ               | 2017年4月30日 | 97              |
| 24   | 12   | フリーボール     | Ball in Hand         | Anna Boden Ryan Fleck        | 2017年5月7日  | 101             |

## スピンオフ
本作品は2023年8月放送予定のシーズン7を以て完結する予定だが、それに先駆けて同年2月6日、Showtimeが下記のスピンオフ作品の制作を計画中である事を明かした。
- 「ビリオンズ マイアミ」 - プライベートジェット機業界を舞台にスーパーリッチの奔放な生き様を描く。クリエイターチームが既に企画中。
- 「ビリオンズ ロンドン」 - ロンドンの金融業界を描くシリーズ。
- 「ミリオンズ」 - マンハッタンで一旗揚げるべく、生き馬の目を抜くアラサーを描く。
- 「トゥリリオンズ」 - 世界でも有数の超スーパーリッチ同士の死闘を描く。